# Miodrag Nikolić (basket-ball)
 (avril 2017).
Si vous disposez d'ouvrages ou d'articles de référence ou si vous connaissez des sites web de qualité traitant du thème abordé ici, merci de compléter l'article en donnant les références utiles à sa vérifiabilité et en les liant à la section « Notes et références ».
Pour les articles homonymes, voir Miodrag Nikolić.
Miodrag Nikolić (en serbe : Миодрaг Николић), né le 22 août 1938, à Belgrade, au Royaume de Yougoslavie, est un joueur yougoslave de basket-ball.

## Palmarès
- Champion de Yougoslavie 1958, 1960, 1963, 1964
- Finaliste du championnat du monde 1963
- Finaliste du championnat d'Europe 1961
- 3e du championnat d'Europe 1963
- Vainqueur des Jeux méditerranéens de 1959